# Geomorfologov Peninsula
Die Geomorfologov Peninsula (englisch; russisch Полуостров Геоморфологов Poluostrow Geomorfologow, deutsch ‚Geomorphologen-Halbinsel‘) ist eine steil aufragende, 3 km lange und 2 km breite Halbinsel an der Knox-Küste des ostantarktischen Wilkeslands. In den Bunger Hills liegt sie 13 km nordöstlich von Fuller Island und 6 km südlich von Miles Island. Die Halbinsel ist gekennzeichnet durch zahlreiche kleine Seen sowie einen großen See im Zentrum.
Wissenschaftler einer sowjetischen Antarktisexpedition kartierten und benannten sie 1956. Das Antarctic Names Committee of Australia übertrug die Benennung 1992 in einer Teilübersetzung ins Englische.